# Endasys spicus
Endasys spicus är en stekelart som beskrevs av Luhman 1990. Endasys spicus ingår i släktet Endasys och familjen brokparasitsteklar. Inga underarter finns listade i Catalogue of Life.